# Tey
Tey (Tiy o Tiye) fue la esposa del faraón Ay Jeperjeprura, el penúltimo gobernante de dinastía XVIII de Egipto. También fue la nodriza de la reina Nefertiti.
Al parecer, estaba lejanamente emparentada con la familia de Ahmose-Nefertari. Como esposa de Ay, lo acompañó durante cuatro reinados de faraones hasta que por fin su marido consiguió encumbrarse como rey, aunque fuera tan solo por cuatro años debido a su avanzada edad. Tey seguía con vida por entonces, pues se sabe que fue la gran esposa real, suplantando a la viuda de Tutankamón, la joven Ankesenamón.
Se conocen al menos dos hijos suyos, mucho más jóvenes que Nefertiti: Najtmin, candidato al trono tras la muerte de su padre, y Mutnedymet, quien se casó con el siguiente rey, el general Horemheb, y sirvió de puente entre las dinastías XVIII y XIX. Se ignora la fecha de la muerte de Tey.

## Familia
Su marido, Ay, tuvo un importante papel en la corte de varios faraones —Amenhotep III, Akenatón y Tutankamón— antes de ascender al trono, propiciado por la ausencia de herederos masculinos en la familia real. Se piensa que estaba vinculado a la familia real: era probablemente un hermano de la reina Tiye (esposa de Amenhotep III), el padre de Nefertiti (esposa de Akenatón) y abuelo de Ankesenamón (esposa de Tutankamón).
En inscripciones del período de Amarna a Tey se la llama "nodriza de la Gran Esposa Real". Esto indica que si Ay era el padre de Nefertiti, lo que se cree generalmente, Tey no era su madre. Según esta teoría, era posiblemente la segunda esposa de Ay, después de morir la madre de Nefertiti. Se ha propuesto que Mutbenret era su hija que luego se casó con Horemheb, el sucesor de Ay en el trono. También es posible que el sucesor previsto de Ay, Najtmin, fue su hijo, posiblemente de Tey.

## Documentos
Su nombre aparece en las tumbas de Ay, en Amarna y la definitiva del Valle de los Reyes (WV23). Una caja de madera, hoy en el Museo egipcio de Berlín, la identifica como esposa de Ay.
Su imagen más conocida es un relieve de la tumba de Ay en Amarna, conservado en el Museo egipcio de Berlín, en el que aparece junto a su esposo Ay recibiendo el honor del oro de Akenatón. La reina también es mencionada en una inscripción en piedra del templo de Ajmin.

## Posición en la corte
Al igual que Ay, consiguió una posición de honor en la corte de Akenatón por el matrimonio de éste con Nefertiti. Su posición inusual la muestran los regalos de oro que Akenatón les hizo, una alta distinción concedida a oficiales del ejército y altos dignatarios que se hacía en público; Tey fue la primera mujer que lo recibió.
No hay noticias sobre su vida en la nueva corte real de Tebas después del traslado de la capital por Tutankamón. Se sabe que Ay contrajo matrimonio con la viuda de Tutankamón, Ankesenamón para legitimar su trono, y no hay información sobre Tey en esa época, hasta la desaparición repentina de la joven y el nombramiento de Tey como Gran Esposa Real. Por otra parte, en la tumba WV23 Tey es nombrada pero no Ankesenamón.
|                |   |   |      |
| \| \| \| \| \| |   |   |      |
|                |   |   |      |
| ti             | i | i | B23B |

| ti | i | i | B23B |

|                |   |   |      |
| \| \| \| \| \| |   |   |      |
|                |   |   |      |
| ti             | i | i | B23B |

| ti | i | i | B23B |

|                |   |   |      |
| \| \| \| \| \| |   |   |      |
|                |   |   |      |
| ti             | i | i | B23B |

| ti | i | i | B23B |

|                |   |   |      |
| \| \| \| \| \| |   |   |      |
|                |   |   |      |
| ti             | i | i | B23B |

| ti | i | i | B23B |

## Reina de Egipto
| U33 | M17 | M17 | B7 |

| U33 | M17 | M17 | B7 |

Cuando Ay llegó al trono, después de la muerte de Tutankamón, Tey se convirtió en su Gran Esposa Real. La reina Tey también ostentó los títulos: Princesa Hereditaria (iryt-pˁt), Grande en Alabanzas (wrt-hswt), Señora de las Dos Tierras (nbt-tȝwy), Gran Esposa del Rey, su amada (hmt-niswt wrt meryt.f), y Señora del Alto y Bajo Egipto (hnwt-shmˁw tȝ-mhw)

## Otras reinas llamadas Tiye
| U33 | M17 | M17 | Z4 | B1 |

| U33 | M17 | M17 | Z4 | B1 |

En Egipto, otras reinas recibieron nombres similares: Tiy, Tiye, Tiyi o Tiya.
- La reina Tiye, esposa de Amenhotep III y madre de Akenatón,
- La reina Tiye Merenese, esposa de Sethnajt y madre de Ramsés III,
- La reina Tiye, esposa de Ramsés III; una esposa secundaria de este rey que lideró una grave conspiración contra él para sentar a su hijo en el trono también se llamaba Tiye.